# Checker Marathon
Der Checker Marathon ist ein von der Checker Motors Corporation in Kalamazoo (Michigan) von 1963 bis 1982 hergestellter, weitgehend mit dem Checker-Taxi baugleicher Pkw für Privatkunden. Ursprünglich wurde mit Marathon nur die gehobenere der zwei Versionen für Privatkunden bezeichnet; die andere war Superba.

## Modellgeschichte
Die Grundform der letzten und am längsten gebauten Version des Checker-Taxi erschien als Checker A-8 bereits 1955. Danach wurden nur noch Details geändert wie verschiedene Kühlermasken, 1959 (teilweise) Doppelscheinwerfer und ab 1974 stärkere Stoßfänger.
Der Marathon wurde erst im September 1960 für das Modelljahr 1961 eingeführt, zunächst parallel zum Checker Superba. 1963 ersetzte er den Superba Special; 1964 entfiel der Superba ganz. Der Marathon hatte eine bessere Innenausstattung als der Superba. Äußerlich unterschied er sich durch einen Wabengrill über die gesamte Fahrzeugbreite statt des schmaleren Kühlergrills des Superba mit seitlich angeordneten Standlichtern. Ursprünglich erhielten Superba und Marathon den gleichen Modellcode, A-10. Das Taxi hieß A-9.
Dieser Code änderte sich 1963 auf A-11 für das Taxi und A-12 für Superba und Marathon. Im gleichen Jahr wurde mit dem Marathon Town Custom eine Chauffeur-Limousine mit auf 129 Zoll (3277 mm) verlängertem Radstand eingeführt. Diese Version mit acht Plätzen (davon zwei abklappbaren Notsitzen) erhielt den Fahrgestellcode A-19E. Dies wurde nach kurzer Zeit auf A-12E abgeändert.
Mit Ausnahme der von der US-Regierung ab 1974 vorgeschriebenen Stoßfänger, die 5 mph (8 km/h) Kollisionsgeschwindigkeit unbeschädigt überstehen mussten, blieb der Marathon in seiner Produktionszeit praktisch unverändert. Das letzte Fahrzeug der A-11/A-12-Baureihe entstand 1982 und damit verabschiedete Checker sich von der Automobilherstellung. Ein Nachfolger war seit den späten 1970er Jahren erwogen worden. Erprobt wurde eine um 21 Zoll (533 mm) deutlich gestreckte Variante des VW Rabbit, die in Zusammenarbeit mit Volkswagen of America hergestellt werden sollte, sich aber als unzweckmäßig erwies. 1981 entstand ein Prototyp namens Galva II auf der gestreckten GM X-Plattform mit Frontantrieb. Auch dies wurde nicht weiter verfolgt. Nach der Einstellung der Autoproduktion wurden Karosserie- und Fahrzeugteile für Ford und General Motors gefertigt, ehe das Unternehmen 2009 ganz stillgelegt wurde.

## Übersicht
In der Tradition früherer Baureihen von Checker gab es mehrere, technisch sehr ähnliche Versionen.

### 1961–1962: A-9 und A-10
Alle Versionen wurden vom gleichen Continental 226 „Red Seal“-Sechszylindermotor angetrieben, der schon in früheren Baureihen seit den 1930er Jahren verwendet worden war. 1962 erhielten alle Modelle die hinteren Kotflügel des Checker Aerobus, die den Zugang zum Rad bei einem Radwechsel erleichterten. Das nur 1961 verwendete Dreispeichen-Lenkrad wurde von einer Vierspeichen-Ausführung mit parallel angeordneten Doppelspeichen abgelöst. Es gab wiederum eine Standard- und eine Deluxe-Ausführung mit einem Hupknopf in der Radnabe bei der einen und einem Hupring bei der anderen Ausführung. Die Deluxe-Ausführung gehörte zur Grundausstattung bei den „zivilen“ Checker. Im Taxi war sie erhältlich, wurde aber selten geordert, weil die Hupringe recht oft brachen. Bis 1970 war das Zündschloss am Armaturenbrett angeordnet.
- A-9 „Checker Cab“; das Standard-Taximodell; 6-sitzig
- A-9 „Checker Cab“ Wagon; das Standard-Taximodell als Kombi; 6-sitzig
- A-10 Superba; das Standard-Modell ohne Taxiausstattung; 6-sitzig
- A-10 Superba Wagon; das Standard-Modell ohne Taxiausstattung als Kombi; 6-sitzig (1962: 8-sitzig)
- A-10 Marathon; das Standard-Modell ohne Taxiausstattung; 6-sitzig
- A-10 Marathon Wagon; das Standard-Modell ohne Taxiausstattung als Kombi; 6-sitzig (1962: 8-sitzig)
- A-10W 6 Aerobus, sechstürig (ab 1962)[9]
- A-10W 8 Aerobus, achttürig (ab 1962)[9]

### 1963–1964

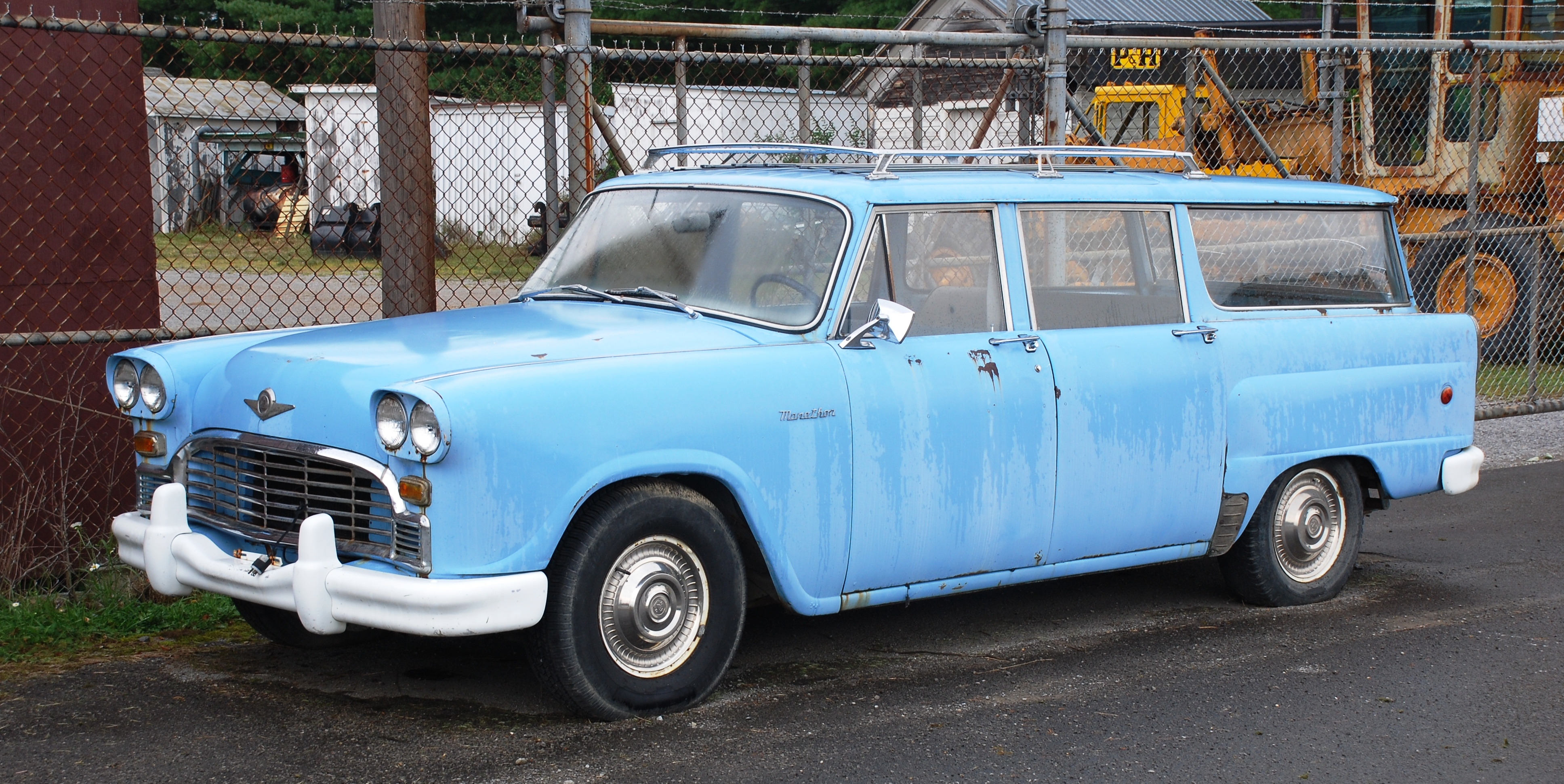
Checker A-12W Station Wagon mit lackierter statt verchromter Stoßstange (ca. 1964)

Ab 1963 wurde nur noch zwischen Taxi- und Nicht-Taxi-Versionen unterschieden. In diesem Jahr wurden die Stoßstangen abgeändert; sie erhielten mittig eine Einbuchtung. Weiterhin wurde vorn und hinten die gleiche Stoßstange verwendet; bei dieser Ausführung blieb Checker bis 1973. Zudem erhielten die vorderen Blinker bernsteinfarbene statt weiße Gläser. Ab 1963 war der seitengesteuerte Motor-Basisausstattung in allen Versionen außer der Custom Limousine Ersterer erhielt die leistungsfähigere Continental-Version mit neu 141 bhp (105,1 kW), letzterer einen Chrysler V8 mit 326 c.i. (5342 cm³). Chrysler-Motoren wurden bei Checker ausschließlich und nur für kurze Zeit für den Aerobus verwendet. Der Superba entfiel 1964; Beckengurte wurden vorne Standardausstattung. In dieser Periode wurden die Türhäute der vorderen Türen so verlängert, sodass die B-Säule abgedeckt wird und nur noch ein Spalt zwischen der vorderen und der hinteren Tür sichtbar ist. Der Aerobus erhielt neue hintere Kotflügel mit größeren Radausschnitten, weil sich gezeigt hatte, dass ein Radwechsel mit den kleinen Ausschnitten problematisch war. Zu dieser Zeit wurde eine schusssichere Trennscheibe zwischen Fahrer und Passagierabteil angeboten. Im Prinzip handelte es sich um die gleiche, die auch in der Custom Limousine (ohne Panzerglas) erhältlich war. Sie bestand aus zwei ungleich großen Teilen. Der größere war fest hinter dem Fahrer angebracht, der kleinere ließ sich elektrisch vom Fahrersitz aus versenken. Checker empfahl dieses Zubehör in Verbindung mit elektrischen Fensterhebern und einem Schalensitz für den Fahrer.
- A-11 „Checker Cab“; das Standard-Taximodell; 6-sitzig
- A-11 „Checker Cab“ Wagon; das Standard-Taximodell als Kombi; 8-sitzig
- A-12 Superba; das Standard-Modell ohne Taxiausstattung; 6-sitzig
- A-12 Superba Wagon; das Standard-Modell ohne Taxiausstattung als Kombi; 8-sitzig
- A-12 Marathon; das Standard-Modell ohne Taxiausstattung; 6-sitzig
- A-12 Marathon Wagon; das Standard-Modell ohne Taxiausstattung als Kombi; 8-sitzig (ab 1966: A-12W)
- A-19E Marathon Town Custom; Chauffeurlimousine mit Luxusausstattung basierend auf dem A-12E; 8-sitzig
- A-12W 6M Aerobus, sechstürig, Continental-Motor (bis 1963).[9]
- A-12W 6C Aerobus, sechstürig. Das „C“ steht für den 1963–1965 verwendeten Chrysler V8-Motor.[9]
- A-12W 8C Aerobus, achttürig. Das „C“ steht für den 1963–1965 verwendeten Chrysler V8-Motor.[9]

### 1965–1967

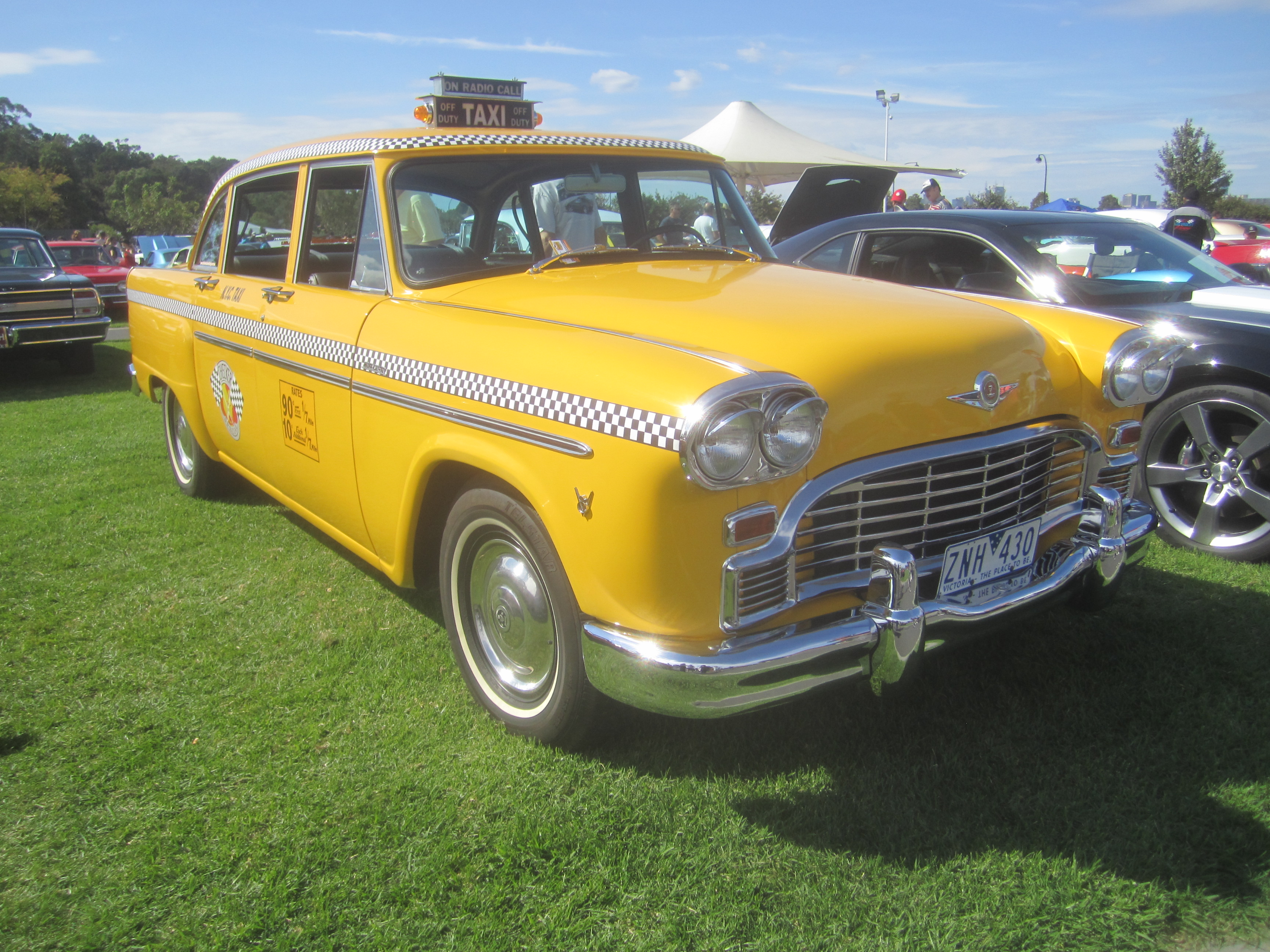
Checker A-11 Cab (1965)

Der größte Wechsel erfolgte unter der Motorhaube: Nachdem Continental die Produktion des Red Seal Sechszylindermotor einstellen wollte, musste Checker Ersatz suchen. Nun wurden obengesteuerte ReihenSechszylinder- und V8-Motoren von Chevrolet eingebaut. 1966 wurden auch hinten Beckengurte Standard. 1967 wurden die Sicherheitseinrichtungen verstärkt. Innen gab es das Interior safety package mit energieabsorbierender Lenksäule und ebensolchem Lenkrad, gepolstertem Armaturenbrett und zurückgesetzten Schaltern. Technisch ersetzte ein Zweikammer-Hauptbremszylinder die frühere Anordnung.
- A-11 „Checker Cab“; das Standard-Taximodell; 6-sitzig
- A-11 „Checker Cab“ Wagon; das Standard-Taximodell als Kombi; 8-sitzig
- A-11E „Checker Cab“ mit längerem Radstand; 8-sitzig
- A-12 Marathon; das Standard-Modell ohne Taxiausstattung; 6-sitzig
- A-12 Marathon Wagon; das Standard-Modell ohne Taxiausstattung als Kombi; 8-sitzig
- A-12E Marathon; das Standard-Modell ohne Taxiausstattung mit längerem Radstand; 8-sitzig
- A-19E Marathon Town Custom; Chauffeurlimousine mit Luxusausstattung basierend auf dem A-12E; 8-sitzig
- A-12W 6 Aerobus, sechstürig[9]
- A-12W 8 Aerobus, achttürig[9]

### 1968–1973

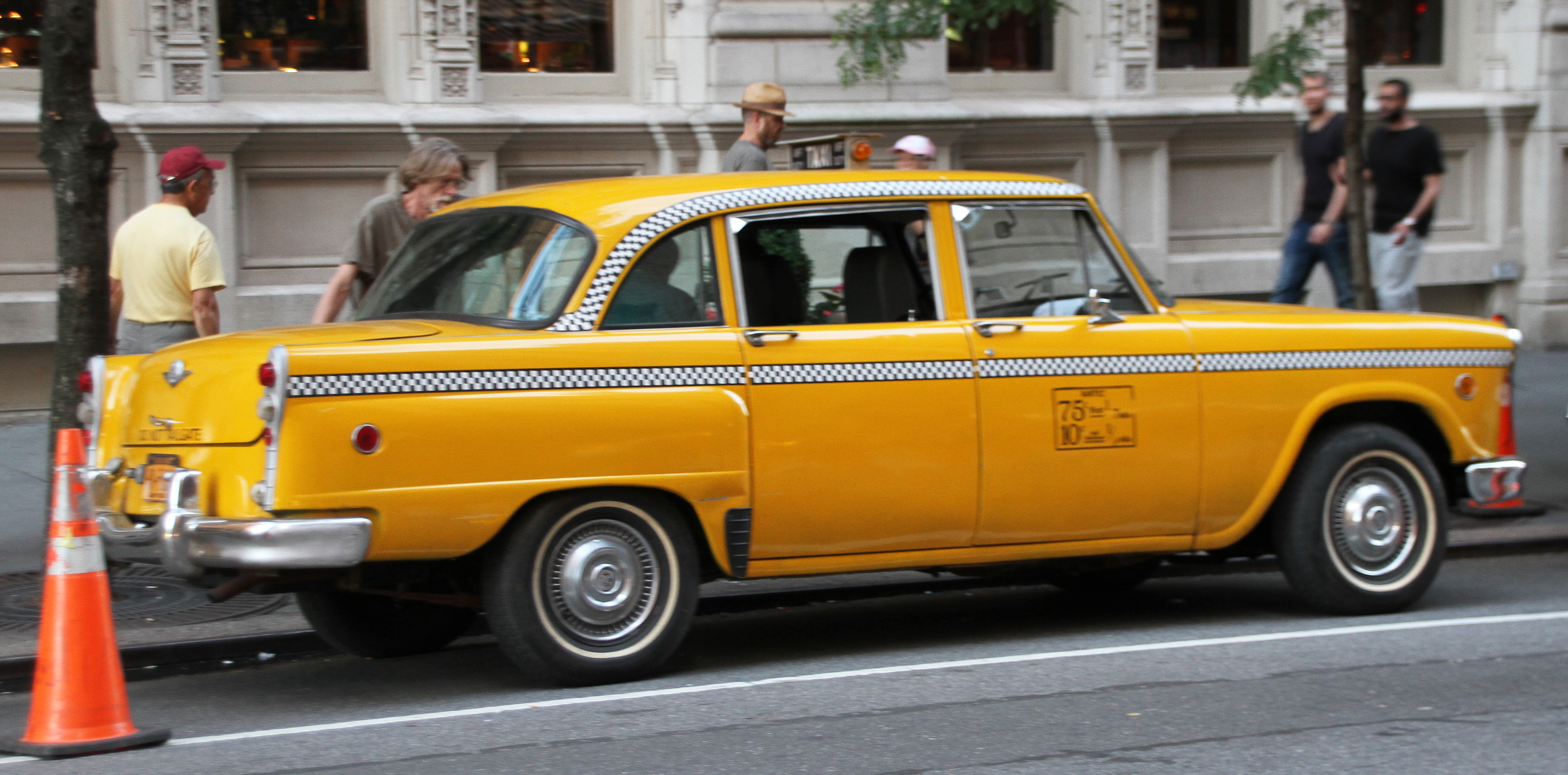
Checker A-11 mit Side Markers, aber einfachen Schlussleuchten (ca. 1970)

1968 wurde das Dach um zwei Zoll (50,8 mm) angehoben, was zu einer entsprechend größeren Windschutzscheibe führte. Die US-Regierung setzte 1968 Side Markers an der Karosserie durch. Das sind seitliche Positionslampen in den Kotflügeln. Die vorderen leuchten bernsteinfarben, die hinteren rot. Checker wählte eine unübliche, runde Ausführung. Ebenfalls neu waren Dreipunktgurte vorn. 1969 brachte Kopfstützen in den vorderen Sitzlehnen. Nur in diesem Jahr war ein Vierzylinder-Dieselmotor von Perkins erhältlich – der erste in einem US-Serienwagen. 1970 wurden Lenksäulen mit Lenkradschloss Vorschrift. Checker kaufte nun komplette Säulen samt Lenkrad von Chevrolet. Damit wurde auch das seit 1962 verwendete Vierspeichen-Lenkrad ersetzt. Um 1972 verlangten neue Gesetze größere Blinker und Rückleuchten. Letzteres wurde gelöst, indem anstelle der unter den Heckleuchten angebrachten Rückfahrlichter ein zweites Paar Schlusslichter eingebaut wurde. Die Rückfahrlichter wurden an die Karosserieabschlusskante unter dem Kofferraumdeckel verlegt.
1968 wurde die Baureihe reorganisiert:
- A-11 „Checker Cab“; das Standard-Taximodell; 6-sitzig
- A-11W „Checker Cab“ Wagon; das Standard-Taximodell als Kombi; 8-sitzig
- A-11E „Checker Cab“ mit längerem Radstand; 8-sitzig
- A-12 Marathon; das Standard-Modell ohne Taxiausstattung; 6-sitzig
- A-12W Marathon Wagon; das Standard-Modell ohne Taxiausstattung als Kombi; 8-sitzig
- A-12E Marathon Deluxe Sedan; gehobene Ausführung ohne Taxiausstattung; 8-sitzig; ersetzt Marathon Town Custom
- A-12W 6 Aerobus, sechstürig[9]
- A-12W 8 Aerobus, achttürig[9]

Bereits 1969 wurde umgruppiert. Es scheint, dass die Diesel-Fahrzeuge im Modell-Code den Zusatz „D“ erhielten; ein A-12D ist bekannt. Die Leistung des Perkins-Motors lag mit 88 bhp (65,6 kW) etwas höher als beim früheren Continental in der seitengesteuerten Version.
Ein neues Modell war der Medicar, eine Version zum komfortablen Transport von drei Passagieren im Rollstuhl samt Begleitpersonen. Basis war der A-12E. Das Dach wurde erhöht, sodass die Rollstuhlpassagiere keinen Transfer vom Rollstuhl auf einen Autositz benötigen. Der war über die hintere Tür möglich, die mit verstärkten und weit öffnenden Scharnieren versehen war.
- A-11 „Checker Cab“; das Standard-Taximodell; 6-sitzig
- A-11W „Checker Cab“ Wagon; das Standard-Taximodell als Kombi; 8-sitzig
- A-11E „Checker Cab“ mit längerem Radstand; 8-sitzig
- A-12 Marathon; das Standard-Modell ohne Taxiausstattung; 6-sitzig
- A-12W Marathon Wagon; das Standard-Modell ohne Taxiausstattung als Kombi; 8-sitzig
- A-12E Marathon Deluxe Sedan; gehobene Ausführung ohne Taxiausstattung; 8-sitzig
- A-12E Marathon Deluxe Wagon; das Standard-Modell ohne Taxiausstattung als Kombi; 8-sitzig
- A-12E Marathon Deluxe Sedan; Luxuslimousine, a. W. mit Trennscheibe zum Fahrer; 8-sitzig
- A-12M Medicar; Ausführung als Krankentransporter oder für drei Rollstühle mit Begleitpersonen auf der Basis des A-12E mit erhöhtem Dach (1969).[12]
- A-12W 6 Aerobus, sechstürig (nur 1969)[9]
- A-12W 8 Aerobus, achttürig[9]
- A-12W 8 Convoy, achttüriger Strafgefangenentransporter (ca. 1971–1972)[18]

Davon abgeleitet waren die heute seltenen, sechs- und achttürigen resp. 9- und 12-sitzigen Aerobus, die überwiegend als Flugfeld-Busse (zum Transport der Flugzeugcrews von und zum Flugzeug), Airport Shuttles oder Hoteltaxis Verwendung fanden. Die kürzere Version, die nur einen Sitzplatz mehr als die Kombis und E-Versionen bot, entfiel nach 1969. Einer der Gründe, paradox genug, war, dass sich der Neunsitzer in einer Grauzone bezüglich der neuesten Sicherheitsvorgaben für Wagons befand, während der Zwölfsitzer problemlos als Commercial Car durchging und damit weniger rigide Vorschriften zu erfüllen hatte.
1971 wurde eine Spezialausführung des A-12W 8 Aerobus als 12-passenger Security Van namens Convoy vorgestellt. Diese zum sicheren Transport von Strafgefangenen vorgesehe Version hatte einen vergitterten Einsatz im hinteren Teil des Fahrzeugs und einen nach hinten gedrehten Beifahrersitz. Möglicherweise war das Fahrzeug erst 1972 tatsächlich lieferbar; wie viele Exemplare über den belegten Prototypen hinaus entstanden sind, ist unklar.

### 1974–1979

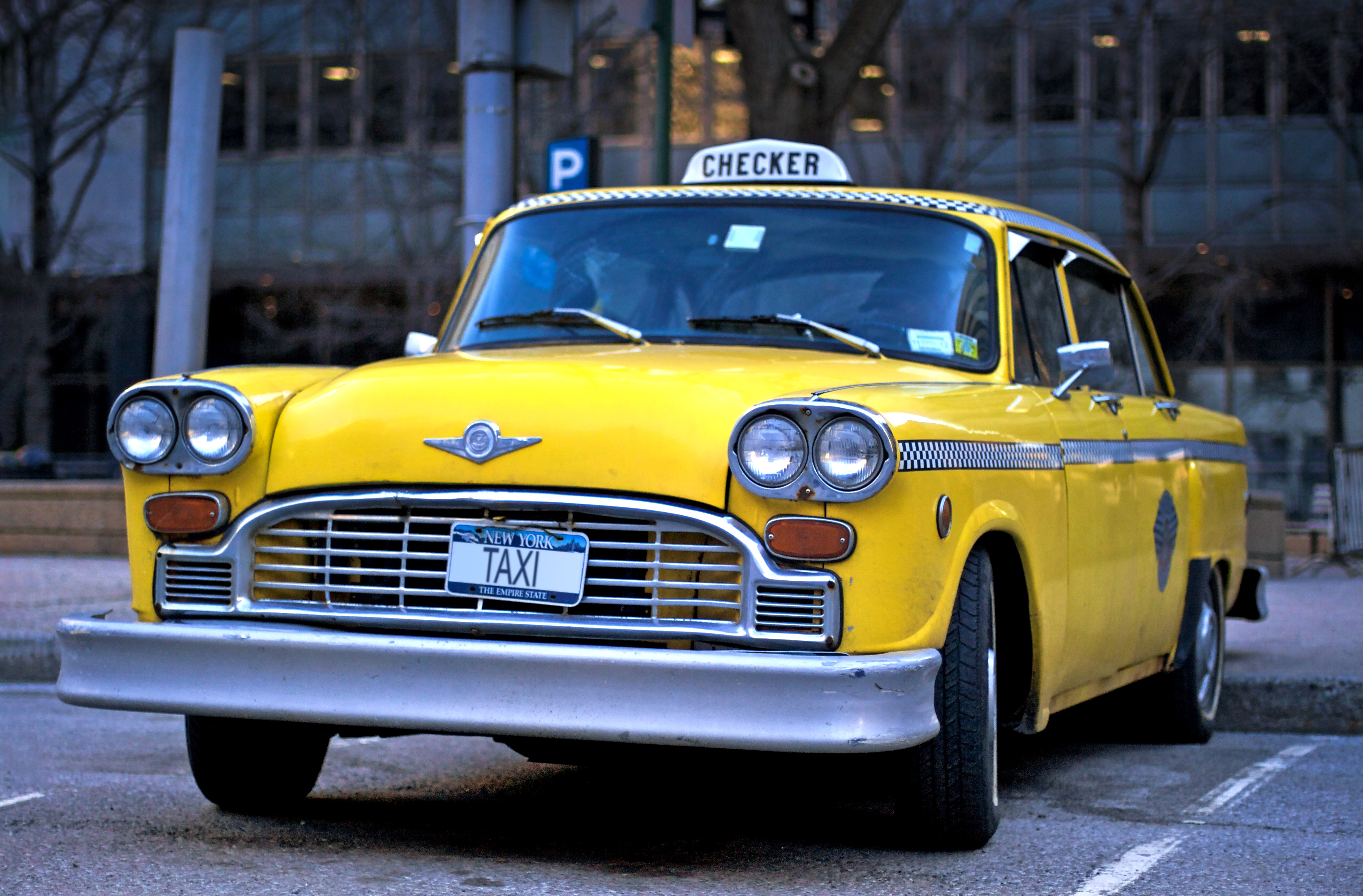
Letzte Ausführung des Checker A-11 Cab mit lackierter Sicherheits-Stoßstange und parallel laufenden Scheibenwischern (ab 1978)

Die auffälligste Veränderung am Checker während der ganzen Produktionszeit kam 1974 mit der Einführung der Sicherheits-Stoßstange. Sie führte zu knapp 20 cm mehr Gesamtlänge (nun 5200 mm). Es gab viele weitere Anpassungen an neue Regierungsvorgaben, die insgesamt sowohl das Gewicht wie auch die Verkaufspreise nach oben drückten. Im Herbst 1974 wurde der Station Wagon ganz eingestellt, nachdem im ganzen Modelljahr nur noch 23 Einheiten verkauft werden konnten. Damit endete – vorübergehend – auch die Produktion des Aerobus, für den Checker ebenfalls dieses Heck verwendete. 1975 wurde, bedingt durch die Einführung von ungeregelten Katalysatoren, auf bleifreies Benzin umgestellt. Auf Drängen der Kundschaft legte Checker 1976 wieder einen Aerobus auf. Der neue Aerobus 15 (Code A-128E) hatte vier vollwertige Sitzbänke und zwei Notsitze. Er konnte bis zu 15 Personen aufnehmen und erhielt Ford-Lkw-Räder sowie ebensolche Scheibenbremsen vorn. Chevrolet 350 V8, Automatikgetriebe und Servolenkung waren Standardausstattung. Diese Version war weniger beliebt und erhielt insbesondere schlechte Kritiken für den ungenügenden Kofferraum. Mit dem nun verwendeten Heck des Sedan büßte der Aerobus 75 % seiner Gepäckkapazität ein; wurde die optionale doppelte Klimaanlage geordert, entfiel er fast ganz.
Ab 1976 verwendete Checker Kühler vom AMC Matador. Der Chevrolet-Motor 350 (5,7 Liter) V8 bekam Zylinderbohrungen in Übergröße, was neue Kolben und Kolbenringe erforderlich machte, eine Spicer 44 Hinterachse und eine neue vordere Radaufhängung. Die Dreieckquerlenker bezog man vom Zulieferer Thompson, der die unteren ursprünglich für den Ford Thunderbird von 1956 und die oberen für den Lincoln Continental 1963 entwickelt hatte.
Bereits 1977 wurde der Aerobus wieder eingestellt, dieses Mal endgültig. Neu war der Oldsmobile 350 (5,7 Liter) Diesel-V8 erhältlich. Ab Modelljahr 1977 wurde ein schräg stehender Benzineinfüllstutzen montiert; dies ist allerdings kein zuverlässiges Identifikationsmaterial, weil viele ältere Checker damit repariert wurden nach Unfall- oder Rostschäden. 1978 ersetzten parallel laufende Scheibenwischer die frühere, gegenläufige Ausführung. Ebenfalls ab 1978 wurden die neuen Chevrolet-Lenkräder verwendet, die Blende über deren trapezförmigem Mittelteil enthielt aber kein Chevrolet-Logo.
- A-11 „Checker Cab“; das Standard-Taximodell; 6-sitzig; mit der neuen Stoßstange ab 1974 5201 mm lang[12]
- A-11E „Checker Cab“ Wagon; das Standard-Taximodell als Kombi; 8-sitzig; mit der neuen Stoßstange ab 1974 5429 mm lang[12]
- A-12 Marathon; das Standard-Modell ohne Taxiausstattung; 6-sitzig
- A-12W Marathon Wagon; das Standard-Modell ohne Taxiausstattung als Kombi; 8-sitzig
- A-12E Marathon Deluxe; das gehobene Modell ohne Taxiausstattung; 8-sitzig
- A-12W 8 Aerobus, achttürig. Die Produktion mit Kombi-Heck endete 1974.[9]
- A-128E Aerobus 15, achttürig. Neuauflage mit dem Heck des Sedan, nur 1976–1977.[9]

### 1980–1983

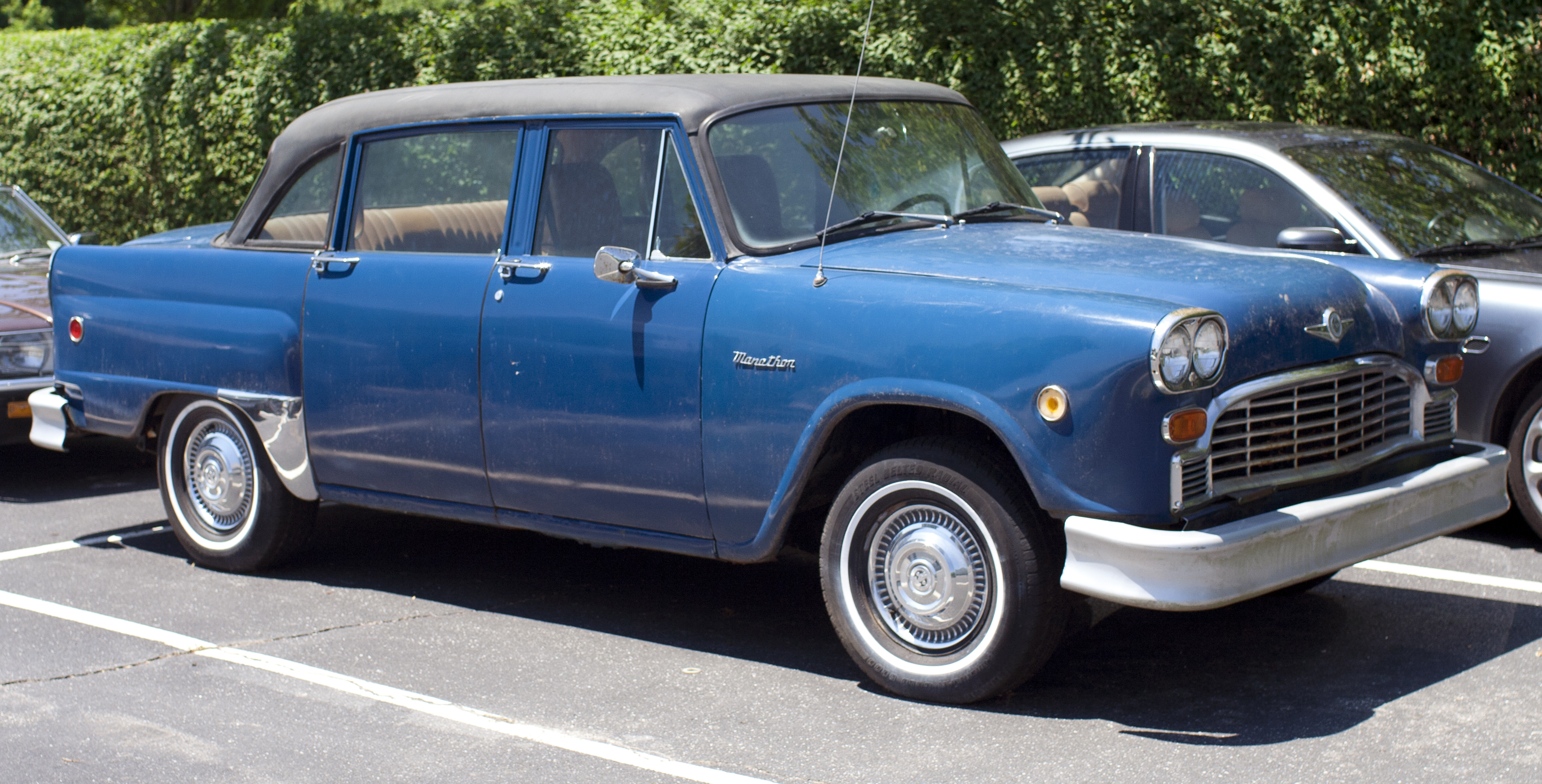
Letzte Ausführung des Checker A-12 Marathon mit lackierter Sicherheits-Stoßstange und parallel laufenden Scheibenwischern. Vinyldach, Vollscheiben-Radkappen und Weißwandringe kosteten extra (ab 1978).

1980 ersetzte der neue, obengesteuerte Chevrolet-V6-Motor LC3 mit 229 in³ (3751 cm³) und Doppelvergaser den bisherigen Reihensechszylinder. Er leistete 115 bhp (86 kW) bei 4000/min und ab 1981 110 bhp (82 kW) bei 4200/min.
In den meisten Quellen wird der 12. Juli 1982 als Datum für das Ende der Fahrzeugherstellung genannt. Offiziell stimmt das auch. Mit einer Ausnahme: 1983 entstand ein letzter A-12E Marathon, den Präsident David Markin für einen guten Freund bauen ließ. Das Fahrzeug, das noch existiert, ist in mehrerer Hinsicht bemerkenswert. Zum einen wich es im Bereich der B-Säule vom früheren A-12E ab. Die Rohkarosserie befand sich im Lager und war mehrere Jahre alt. Auch die übrigen Komponenten waren vorhanden, mit Ausnahme der hinteren Türen. So wurden kürzere vom A-11/A-12 verwendet und der dadurch entstandene Zwischenraum mit Blech verkleidet. Im oberen Bereich wurden sogenannte coach lights, also dekorative Positionslampen eingesetzt. Das Fahrzeug erhielt eine sehr gute Ausstattung, eine dunkelrote Lackierung und ein schwarzes Vinyldach. Zum anderen gab Checker dem Fahrzeug eine Fahrgestellnummer von 1983 und entsprechende Papiere. Das war eigentlich illegal, weil das Unternehmen dazu keine Genehmigung mehr hatte. Möglicherweise wurde die Existenz dieses Fahrzeuges deswegen lange geheim gehalten. Heute ist es weiß lackiert mit eben solchem Vinyldach und hat ein Schiebedach über den hinteren Sitzen. Die Kühlermaske, viele sonst verchromte Zierteile und auch die Bedienungsknöpfe und die Ringe um die Anzeigen im Inneren sind vergoldet.
- A-11 „Checker Cab“; das Standard-Taximodell; 6-sitzig
- A-11 „Checker Cab“ Wagon; das Standard-Taximodell als Kombi; 8-sitzig
- A-12 Marathon; das Standard-Modell ohne Taxiausstattung; 6-sitzig
- A-12E Marathon Deluxe; das gehobene Modell ohne Taxiausstattung; 8-sitzig

## Das klassische New Yorker Taxi

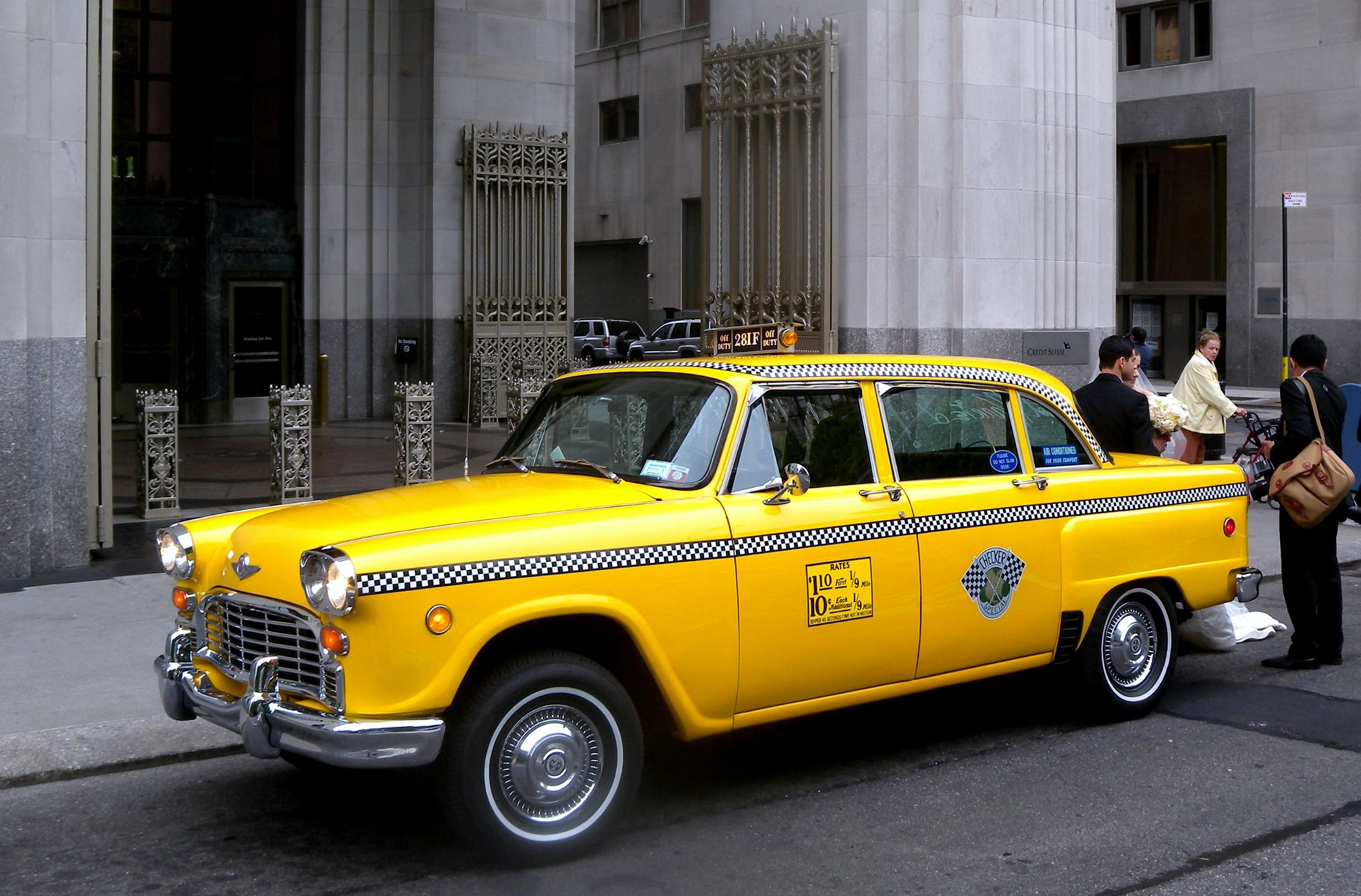
Ein Checker-A-11-Taxi als Dekoration für Hochzeitsfotos vor dem Metropolitan North Life Building in New York City. Dieses nach 1978 gebaute Fahrzeug wurde optisch an eine um 1970 gebaute Version angenähert.

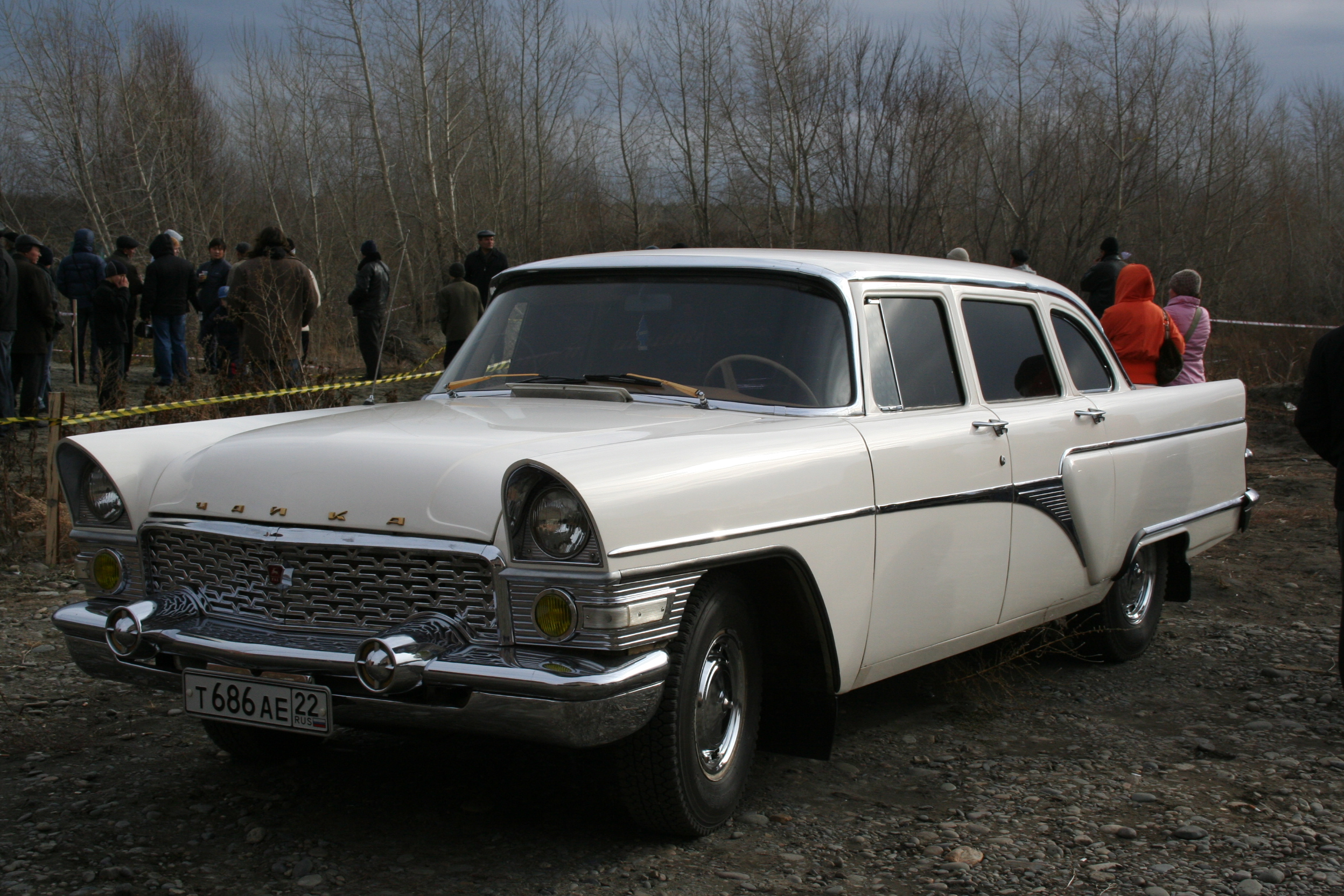
GAZ-13 „Tschaika“

Jahrzehntelang waren Checker das Taxi der Wahl in New York City und vielen anderen US-amerikanischen Städten. Die Größe des Fahrzeugs mit 6 bis 8 Sitzplätzen, die robuste Bauweise, der Entfall jährlicher Modellwechsel mit der dadurch ermöglichten, vereinfachten Ersatzteilhaltung bei den Betreiberfirmen und die angenieteten statt verschweißten Komponenten trugen dazu bei, dass der A-11 etwa das Straßenbild von Manhattan deutlich prägte. So kommt praktisch kein Filmset für einen Film, der in den 1970er und frühen 1980ern spielt, ohne einen gelben Checker A-11 aus. Den wohl bekanntesten Filmauftritt eines Checker hat ein verbeulter A-11 in Martin Scorseses Taxi Driver von 1976.
Checker Taxis werden oft als Filmrequisiten genutzt. Wer genau hinsieht, wird in Filmen, die in den 1960ern spielen, viele jüngere Checker erkennen. Dies liegt daran, dass wenige originale Gebrauchsfahrzeuge erhalten sind und die Karosserie über einen sehr langen Zeitraum kaum verändert worden ist. Checker A-11 und Marathon wurden gelegentlich auch verwendet, wenn ein Spielfilm in Russland oder dem Ostblock spielte und kein russischer GAZ-13 zur Verfügung stand, so in Gorky Park (1983) oder der Fernsehserie Kobra, übernehmen Sie (1966–1973).

## Spezialausführungen

### Aerobus

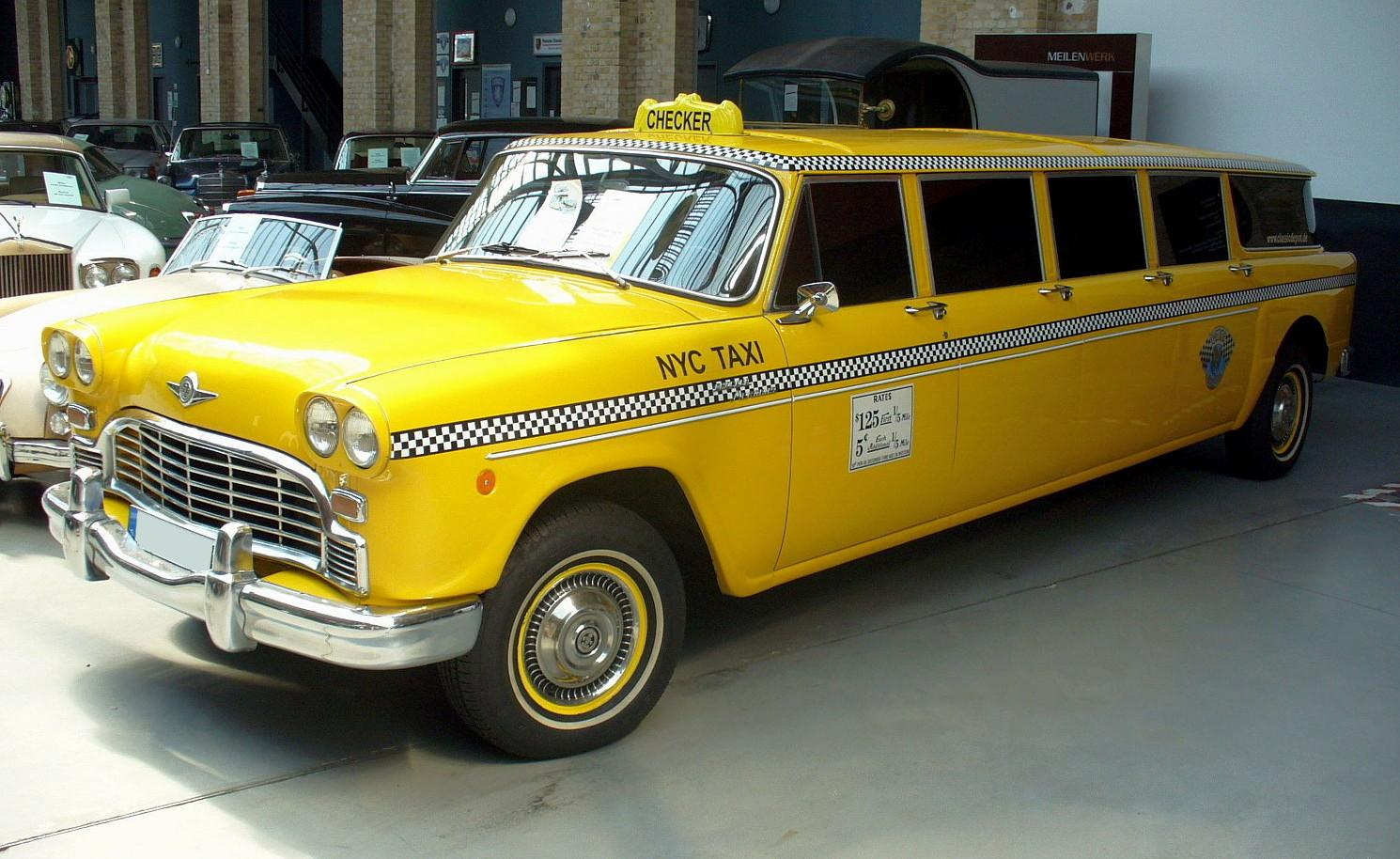
Checker A-11W 8 Aerobus (ca. 1970, erkennbar an Side Markern und kleinen Blinkern)

Ein beschränkter Markt für verlängerte Limousinen-„Busse“ ist seit den 1910er Jahren nachweisbar, zunächst in offener Ausführung und oft Char-à-Bancs oder Omnibus genannt. Oft handelte es sich um Einzelanfertigungen auf selber gestreckten Fahrgestellen. Zu den frühen Werksausführungen gehören der Stanley Mountain Wagon oder die White Ausflugsbusse, mit denen die Nationalparks touristisch erschlossen wurden. Zu den Anbietern gehörte neben Henney Motors in Freeport (Illinois) auch Stageway Coaches in Fort Smith (Arkansas).
Vorläufer des Aerobus waren spezielle, sechs- oder achttürige Versionen des Checker A-4, die um 1954 für die eigene Tochtergesellschaft Parmelee Transportation Company entstanden. Es ist unklar, ob diese Fahrzeuge bei Checker selber oder bei Armbruster / Stageway hergestellt wurden. Bekannt ist, dass dieses Unternehmen Ende der 1950er Jahre einige Checker A-8 umgebaut hat.
Den Aerobus bot Checker 6-türig (A-11W 6) von 1962 bis 1969 und 8-türig (A-11W 8) von 1962 bis 1974. Die Produktion des Sechstürers endete wegen geringer Nachfrage – er bot nur einen Sitzplatz mehr als der A-11E – und wegen neuer Bestimmungen, nach denen er die strengeren Auflagen als Kombi hätte erfüllen müssen. Der A-11W 8 wurde zusammen mit dem A-11W / A-12W Station Wagon aufgegeben. Auf Kundenwunsch wurde 1976 bis 1977 noch einmal eine überarbeitete Version als Aerobus 15 (A-11E 8) mit Stufenheck und Lkw-Rädern aufgelegt. Bis 1964 wurden Chrysler-V8-Motoren verwendet, danach verschiedene Chevrolet V8.

### Ghia Centurion
Bei der Carrozzeria Ghia in Mailand entstand 1968 eine Designstudie auf der Basis des Checker Marathon. Rowan Industries, ein Erdölförderunternehmern mit Sitz in New Jersey, hatte Alejandro de Tomaso zuvor geholfen, diesen angesehenen Karosseriebauer zu erwerben. Das Unternehmen plante danach den Einstieg ins Limousinengeschäft und beauftragte Ghia 1967 oder 1968 mit der Entwicklung eines entsprechenden Prototypen.
Bei Ghia wurden die Designer Tom Tjaarda und Giorgio Giugiaro mit dem Projekt betraut, das den Namen Centurion erhielt. Ob die Verwendung eines A-12E Fahrgestells vorgegeben war oder von Ghia angeregt wurde, ist unklar. Tjaarda erinnerte sich später, dass de Tomaso den Auftrag rasch abwickeln wollte und er etwa fünf Monate damit beschäftigt war. Mit Checker-Verantwortlichen habe er nie gesprochen, was dafür spricht, dass das Projekt von dieser Seite keine Unterstützung erfuhr. Es finden sich zudem keine diesbezüglichen Hinweise im vom Checker-Corporate betreuten Firmenarchiv.
Das Fahrzeug war eine moderne Interpretation der Chauffeur-Limousine. Traditionell war die Aufteilung des Innenraums mit Trennscheibe und Ledersitzen für den Fahrer während die Passagiere auf hochwertigen Stoffbezügen saßen. Ghia zeigte den Centurion am Pariser und Turiner Salon 1968 und an der NAIAS 1969. Der Motorjournalist David Burgess-Wise merkte zum Fahrzeug an, dass es für Hutträger konzipiert sei und Car and Driver sah die Mafia als möglichen Kunden.
Präsentiert wurde der Centurion erstmals in kobaltblauer Lackierung, die zum Turiner Salon auf Gold geändert wurde. In New York wurde er in Masons Black gezeigt. Das Fahrzeug gelangte noch 1969 in private Hände und existiert noch, nun wieder in Kobaltblau.

### Checker Southeast Limousine
In den frühen 1970er Jahren gründete Marvin Winkoff in Fort Lauderdale die Checker Southeast Corporation. Winkoff war zuvor Vizepräsident der größten Checker-Vertretung in den USA gewesen, der Checker Motor Sales Corporation in New York. Sein Geschäftsmodell war es, Checker-Fahrzeuge optisch aufzuwerten. Lieferbar waren Luxusversionen vom A-11 Taxi bis zur weiter aufgewerteten Custom Limousine. In der Regel erhielten die Fahrzeuge Vinyldächer, ovale Opera Windows zwischen C- und D-Säule, Ledersitze, eine Bar und oft auch Zweifarbenlackierungen obwohl Checker selber auf praktisch jeden Farbwunsch eingerichtet war.
Nach der Einstellung des Checker-Fahrzeubaus betätigte sich Winkoff als Immobilienhändler und Versicherungsagent.

## Technik

### Motoren
| Sechszylinder                 | Sechszylinder | Sechszylinder     | Sechszylinder                                          | Sechszylinder                  | Sechszylinder             | Sechszylinder                                                |
| Bauzeit                       | Motor         | Hubraum in³ / cm³ | Gemischbildung                                         | Leistung                       | Hersteller Model          | Bemerkungen                                                  |
| ----------------------------- | ------------- | ----------------- | ------------------------------------------------------ | ------------------------------ | ------------------------- | ------------------------------------------------------------ |
| 1961–1964                     | SV R6         | 226,22 / 3707     | Einfachvergaser Carter AS-2858S ab 1962 Zenith O-12469 | 80 bhp (60 kW) bei 3100/min    | Continental Red Seal 226  | nur Sedan, nur bis 1963                                      |
| 1961–1962                     | OHV R6        | 226,22 / 3707     | Einfachvergaser Carter AS-2858S                        | 122 bhp (91 kW) bei 4400/min   | Continental Red Seal 226  | Serie für Kombi, US$ 57.- Aufpreis für Sedan                 |
| 1963–1964                     | OHV R6        | 226,22 / 3707     | Doppelvergaser Rochester 7023096                       | 141 bhp (105 kW) bei 4400/min  | Continental Red Seal 226  | US$ 57.- Aufpreis                                            |
| 1965–1968                     | OHV R6        | 230 / 3769        | Einfachvergaser Zenith O-12469                         | 141 bhp (105 kW) bei 4400/min  | Chevrolet 230             | Basismotor für A-11, A-11E, A-111W, A-12, A-12E, A-12W       |
| 1969                          | OHV R6        | 258,5 / 4236      |                                                        | 88 bhp (66 kW)                 | Perkins 258 Diesel        | Option für A-11, A-12                                        |
| 1969–1970                     | OHV R6        | 250 / 4095        | Doppelvergaser                                         | 155 bhp (116 kW) bei 4200/min  | Chevrolet 250             | Basismotor (außer Aerobus)                                   |
| 1971–1972                     | OHV R6        | 250 / 4095        | Doppelvergaser                                         | 145 bhp (108 kW) bei 4200/min  | Chevrolet 250             | 110 nhp                                                      |
| 1973–1975                     | OHV R6        | 250 / 4095        | Doppelvergaser                                         | 100 bhp (75 kW) bei 3600/min   | Chevrolet 250             | niedrige Verdichtung und EGR                                 |
| 1976                          | OHV R6        | 250 / 4095        | Einfachvergaser                                        | 105 bhp (78 kW) bei 3800/min   | Chevrolet 250             | Verdichtung 8.2:1                                            |
| 1977–1979                     | OHV R6        | 250 / 4095        | Einfachvergaser                                        | 110 bhp (82 kW) bei 3800/min   | Chevrolet 250             | Verdichtung 8.3:1                                            |
| 1980                          | OHV V6        | 229 / 3751        | Doppelvergaser Rochester                               | 115 bhp (86 kW) bei 4000/min   | Chevrolet LC3 / LG4       |                                                              |
| 1981–1982                     | OHV V6        | 229 / 3751        | Doppelvergaser Rochester                               | 110 bhp (82 kW) bei 4200/min   | Chevrolet LC3 / LG4       |                                                              |
| V8-Motoren                    |               |                   |                                                        |                                |                           |                                                              |
| 1963–1965                     | OHV V8        | 326 / 5342        | ?                                                      | ?                              | Chrysler                  | A-11W 6C, A-11W 8C A-12W 6C, A-12W 8C unvollständige Angaben |
| 1965–1967                     | OHV V8        | 283 / 4638        | Doppelvergaser                                         | 195 (145 kW) bei 4800/min      | Chevrolet                 |                                                              |
| 1966–1968                     | OHV V8        | 327 / 5354        | Doppel-Registervergaser                                | 250 bhp (186 kW) bei 4400/min  | Chevrolet Small Block 327 | Verdichtung 10.5:1                                           |
| 1969                          | OHV V8        | 327 / 5354        | Doppel-Registervergaser                                | 235 bhp (175 kW) bei 4800/min  | Chevrolet Small Block 327 | Verdichtung 9.0:1                                            |
| 1968                          | OHV V8        | 307 / 5025        | Doppelvergaser                                         | 200 bhp (149 kW) bei 4600/min  | Chevrolet Small Block 307 |                                                              |
| 1969                          | OHV V8        | 350 / 5733        | Doppel-Registervergaser                                | 300 bhp (224 kW) bei 4800/min  | Chevrolet Small Block 350 | Verdichtung 10.25:1                                          |
| 1970                          | OHV V8        | 350 / 5733        | Doppel-Registervergaser                                | 250 bhp (186 kW) bei 4500/min  | Chevrolet Small Block 350 | Verdichtung 9.0:1                                            |
| 1971–1972                     | OHV V8        | 350 / 5733        | Doppel-Registervergaser                                | 245 bhp (183 kW) bei 4800/min  | Chevrolet Small Block 350 | Verdichtung 9.0:1, 165 hp SAE net                            |
| 1973–1976                     | OHV V8        | 350 / 5733        | Doppelvergaser                                         | 145 bhp (108 kW) bei 3800/min  | Chevrolet Small Block 350 | Verdichtung 8.5:1, EGR Katalysator ab 1975                   |
| 1977                          | OHV V8        | 350 / 5733        | Doppel-Registervergaser                                | 170 bhp (127 kW) bei 3800/min  | Chevrolet Small Block 350 | Verdichtung 8.5:1                                            |
| 1978–1979                     | OHV V8        | 350 / 5733        | Doppel-Registervergaser                                | 160 bhp (119 kW) bei 3800/min  | Chevrolet Small Block 350 | Verdichtung 8.2:1                                            |
| 1977–1979                     | OHV V8        | 305 / 5001        | Doppelvergaser                                         | 145 bhp (108 kW) bei 3800/min  | Chevrolet LG4             | Verdichtung 8,5:1; 8,4:1 nach 1978                           |
| 1980                          | OHV V8        | 305 / 5001        | Doppelvergaser                                         | 155 bhp (116 kW) bei 4000/min  | Chevrolet LG4             | Verdichtung 8,6:1                                            |
| 1981                          | OHV V8        | 305 / 5001        | Doppelvergaser                                         | 150 bhp (112 kW) bei 3800/min  | Chevrolet LG4             | Verdichtungsverhältnis 8,6:1                                 |
| 1980                          | OHV V8        | 267 / 4389        | Doppelvergaser Rochester                               | 120 bhp (89,5 kW) bei 3600/min | Chevrolet L39             |                                                              |
| 1981–1982                     | OHV V8        | 267 / 4389        | Doppelvergaser Rochester                               | 115 bhp (86 kW) bei 4000/min   | Chevrolet L39             | Vergaser mit ECS (Elektronische Vergasereinstellung)         |
| 1980                          | OHV V8        | 350,1 / 5737      | Vorkammereinspritzung                                  | 125 bhp (93 kW) bei 3600/min   | Oldsmobile LF9            |                                                              |
| 1981–1982                     | OHV V8        | 350,1 / 5737      | Vorkammereinspritzung                                  | 105 bhp (78 kW) bei 3200/min   | Oldsmobile LF9            | Verbesserte Version LF9-DX                                   |
| : SAE, andere SAE netto (nhp) |               |                   |                                                        |                                |                           |                                                              |

### Fahrgestell und Aufhängung
Das Fahrgestell des A-11 und A-12 beruht weitgehend auf dem des bereits 1956 eingeführten A-8. Damals war eine unabhängige Vorderradaufhängung eingeführt worden, die weitgehend aus Ford-Komponenten bestand. Von Studebaker stammten Lenkung, Bremsen und Räder des A-8.
Das Fahrgestell selbst ist ein Kastenrahmen mit Kreuztraverse und Quertraversen. Nachstehend die Daten von 1973: Vorn Einzelradaufhängung mit ungleich langen Dreiecksquerlenkern, Schraubenfedern und Kurvenstabilisator, hinten Starrachse, Halbelliptik-Blattfedern und hydraulische Stoßdämpfer. Zweikreisbremsanlage, selbstnachstellende Bremsen mit Servohilfe; vorn Scheiben, hinten Trommeln; Kugelumlauflenkung, wahlweise mit Servohilfe und variabler Untersetzung. Die Räder waren G78-15 auf 6 Zoll breiten Felgen. Der Benzintank fasst 81 Liter.

### Karosserie
Auch die Karosserien waren eine Evolution des A-8. Nicht einmal die Doppelscheinwerfer, mit denen die Baureihe meist in Verbindung gebracht wird, erschienen erstmals im A-11/A-12. Bereits in einigen Versionen des Superba waren sie ab 1958 erhältlich gewesen.
Die Karosserien der Baureihen A-11 und A-12 sind gleich, der Unterschied liegt einzig in den verwendeten Materialien im Innenraum, der unterschiedlichen Grundausstattung und der speziellen Taxi-Ausrüstung des A-11. Diese konnte auch in einen A12 eingebaut werden, sodass es tatsächlich auch Marathon-Taxis geben kann. Die Aufbauten sind denn auch auf die Bedürfnisse eines Taxis ausgerichtet. Checker machte öfter Werbung mit dem Umstand, dass diese Fahrzeuge leicht zugänglich waren und ein enormes Platzangebot bereit hielten. Ein wichtiger Grund für die spärlichen Umstellungen in Technik und Design war, dass dies die Lagerhaltung für Ersatzteile bei den Taxihaltern enorm erleichterte.
Bei der Markteinführung des A-12 Marathon 1962 erhielt dieser eine neue Kühlermaske ohne inliegende Positionslampen/Blinker, wie sie vom A-9 und A-10 bekannt waren und am A-11 und A-12 Superba beibehalten wurden. Beide Ausführungen verdeckten seitlich außen angebrachte Lufteinlässe für den Passagierraum. Die Verlegung der Blinker beim Marathon unterhalb die Scheinwerfer vergrößerte den Lufteinlass nicht, denn das Stehblech dahinter zur Aufnahme des Kühlers war dasselbe.
Bereits mit dem Superba Wagon wurde ein elektrischer Antrieb zum Umklappen der hinteren Sitzbank angeboten. Dieses ungewöhnliche Zubehör blieb im A-10 und A-12 Marathon Wagon bis 1963 erhältlich; ab 1962 erforderte diese Option, zusätzlich eine 80-Ah-Batterie mitzubestellen. Ebenfalls erhältlich waren eine elektrische Sitzbankverstellung vorn (natürlich auch für den Sedan) und ein elektrischer Fensterheber für die Heckscheibe, der diese in US-typischer Weise in der nach unten öffnenden Heckklappe versenkte.